# Saint-Estèphe, Dordogne
Saint-Estèphe är en kommun i departementet Dordogne i regionen Nouvelle-Aquitaine i sydvästra Frankrike. Kommunen ligger i kantonen Nontron som tillhör arrondissementet Nontron. År 2022 hade Saint-Estèphe 584 invånare.

## Befolkningsutveckling
Antalet invånare i kommunen Saint-Estèphe
Referens:INSEE